# اندری خلپس
اندری خلپس (انگلیسی: Andriy Khloptsov؛ زادهٔ ۱۰ دسامبر ۱۹۹۸) ورزشکار ورزش شنا اهل اوکراین است.
وی در مسابقات کشوری و بین‌المللی در مجموع برندهٔ ۳ مدال طلا، ۱ مدال نقره، ۲ مدال برنز شده‌است.